# Carlos José Solórzano
Carlos José Solorzano (ur. 17 stycznia 1860 w Managui, zm. 30 kwietnia 1936 w San José, Kostaryka) – nikaraguański polityk, działacz Partii Konserwatywnej.
W styczniu 1925, będąc wspólnym kandydatem skonfliktowanych konserwatystów i liberałów, objął urząd prezydenta Nikaragui. Tego samego miesiąca następnego roku obaliła go jednak frakcja konserwatystów kierowana przez Emiliano Chamorro Vargasa.